# Upptåg (musikalbum)
Upptåg är det tredje studioalbumet av Ted Gärdestad, utgivet på LP (skivnummer POLS 253) och kassettband (PMC 253) 1974 på skivbolaget Polar Music. Det utgavs på CD 1991 (511 117-2).
Albumet spelades in i Metronome Studio och Glen Studio mellan december 1973 och maj 1974. Producenter var Benny Andersson, Björn Ulvaeus och Ted Gärdestad. Andersson bidrog även som musiker och bland övriga medverkande fanns Janne Schaffer, Mike Watson, Ola Brunkert, Anni-Frid Lyngstad och Agnetha Fältskog. Ljudtekniker var Michael B. Tretow. Omslagsfotot togs av Ola Lager.
Inför albumet drabbades Kenneth Gärdestad, Ted Gärdestads bror och textskrivare till hans låtar, av en skaparkris. "Det kändes som om alla ord var slut" har Kenneth Gärdestad senare förklarat. Han kunde dock ta sig ur krisen och albumet kom att bli verklighet. Låten "Eiffeltornet", en lätt humoristisk sång om självmord, har kommit att bli en av Gärdestads signatursånger. Ulvaeus, Andersson och Gärdestads far Arne Gärdestad var tveksamma till låten och fadern ville att den skulle förses med en fotnot som talade om att den var menad som ett skämt. Bland övriga låtar märks den av Edith Södergran inspirerade "Öppna din himmel" och den sorgsna balladen "Can't Stop the Train".
Albumet nådde plats #1 på Kvällstoppen och låg på listan 19 veckor. Det tog sig inte in på Svenska albumlistan, men väl den norska där den hamnade på en trettondeplats och låg på listan sex veckor.
Upptåg är en av titlarna i boken Tusen svenska klassiker (2009).

## Låtlista
All musik skriven av Ted Gärdestad och all text av Kenneth Gärdestad, där inte annat anges.

### LP och kassett
Sida A
1. "Silver" – 3:33
2. "Öppna din himmel" – 2:43
3. "Viking" – 3:37 (text: Kjell Gärdestad)
4. "Buffalo Bill" – 3:53
5. "Love Comes" – 3:18

Sida B
1. "Eiffeltornet" – 3:04
2. "Goliat från Gat" – 3:54
3. "Can't Stop the Train" – 3:18
4. "Fantomen" – 3:02
5. "Regnbågen" – 2:04

### CD
1. "Silver" – 3:33
2. "Öppna din himmel" – 2:43
3. "Viking" – 3:37 (text: Kjell Gärdestad)
4. "Buffalo Bill" – 3:53
5. "Love Comes" – 3:18
6. "Eiffeltornet" – 3:04
7. "Goliat från Gat" – 3:54
8. "Can't Stop the Train" – 3:18
9. "Fantomen" – 3:02
10. "Regnbågen" (long version) – 2:44

## Medverkande
- Benny Andersson – piano, synth (moog), mellotron, producent
- Kenneth Arnström – altsaxofon (spår 1), sopransaxofon (spår 6)
- Bengt Belfrage – valhorn (spår 5)
- Ola Brunkert – trummor
- Christer Eklund – tenorsaxofon (spår 4)
- Lena Ericsson – bakgrundssång
- Agnetha Fältskog – bakgrundssång
- Malando Gassama – congas
- John Gustafsson – bas (spår 3)
- Ted Gärdestad – akustisk gitarr, sång, producent
- Kai Kjäll – bakgrundssång
- Jan Kling – tenorsaxofon (spår 4)
- Ola Lager – foto
- Björn J:son Lindh – piano, flöjt, arrangemang
- Anni-Frid Lyngstad – bakgrundssång
- Janne Schaffer – akustisk gitarr
- Ron Spaulding – design
- Michael B. Tretow – ljudtekniker
- Björn Ulvaeus – producent
- Mike Watson – bas
- Lasse Wellander – akustisk gitarr
- Liza Öhman – bakgrundssång

## Listplaceringar
| Albumlistan (1974) | Topplacering |
| ------------------ | ------------ |
| Norge              | 13           |

| Kvällstoppen (1974) | Topplacering |
| ------------------- | ------------ |
| Sverige             | 1            |

### Fotnoter
1. 1 2 3  ”Upptåg”. Discogs.com. http://www.discogs.com/Ted-G%C3%A4rdestad-Uppt%C3%A5g/release/1889661. Läst 2 februari 2013.
2. 1 2  Gradvall et al 2009, #419
3. ↑  ”Kvällstoppen - Listresultat vecka för vecka” ( PDF). Hitsallertijden.nl. Arkiverad från originalet den 29 maj 2017. https://web.archive.org/web/20170529134518/http://www.hitsallertijden.nl/charts/swedish%20charts/SwedishCharts%200872-0875.pdf. Läst 29 maj 2017.
4. 1 2  Placeringar på den norska albumlistan